# Gesneria (crambídeos)
Gesneria (Crambidae) é um gênero de mariposa pertencente à família Crambidae.